# Détour de production

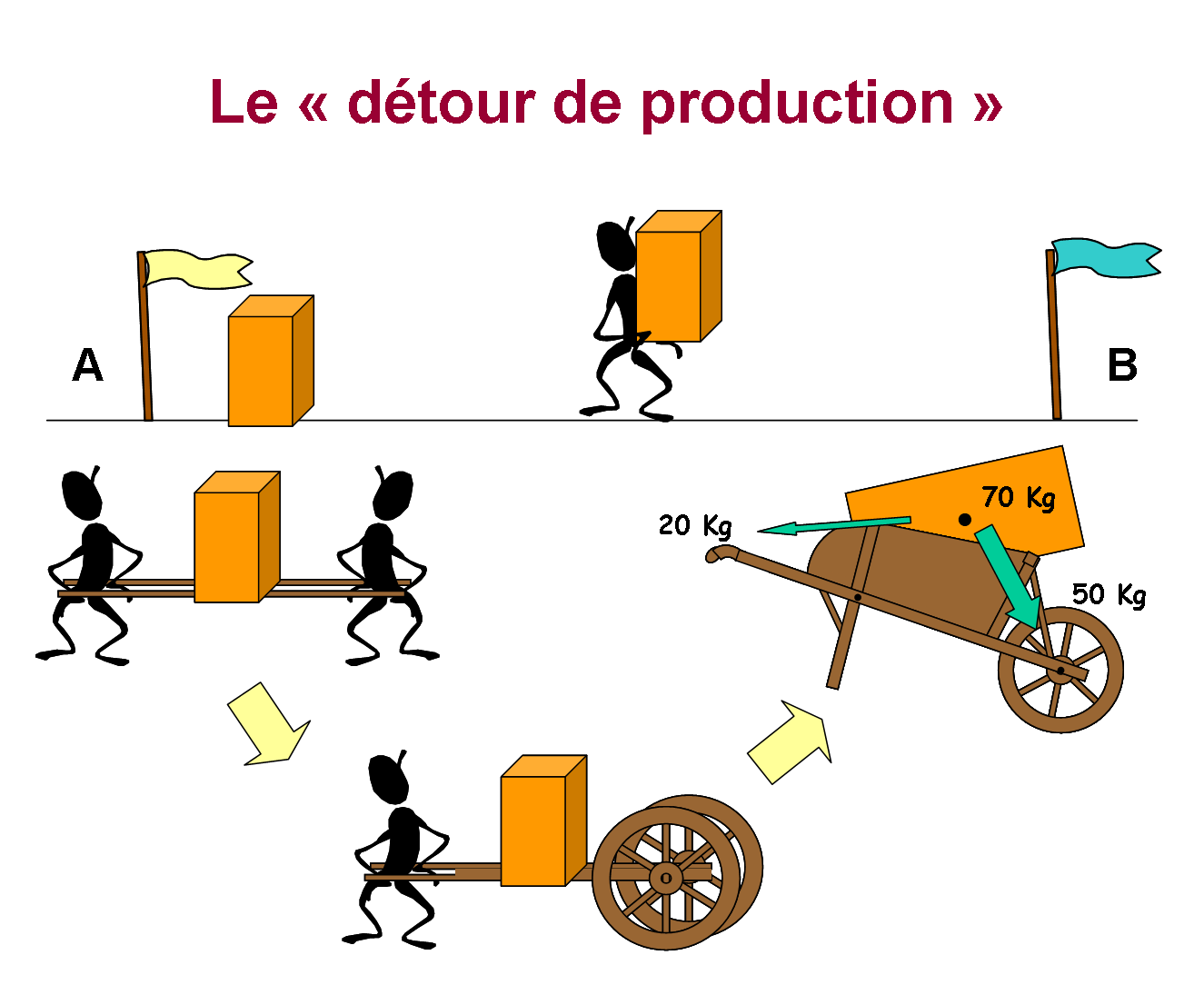
Combinaisons techniques évolutives aboutissant à la brouette.

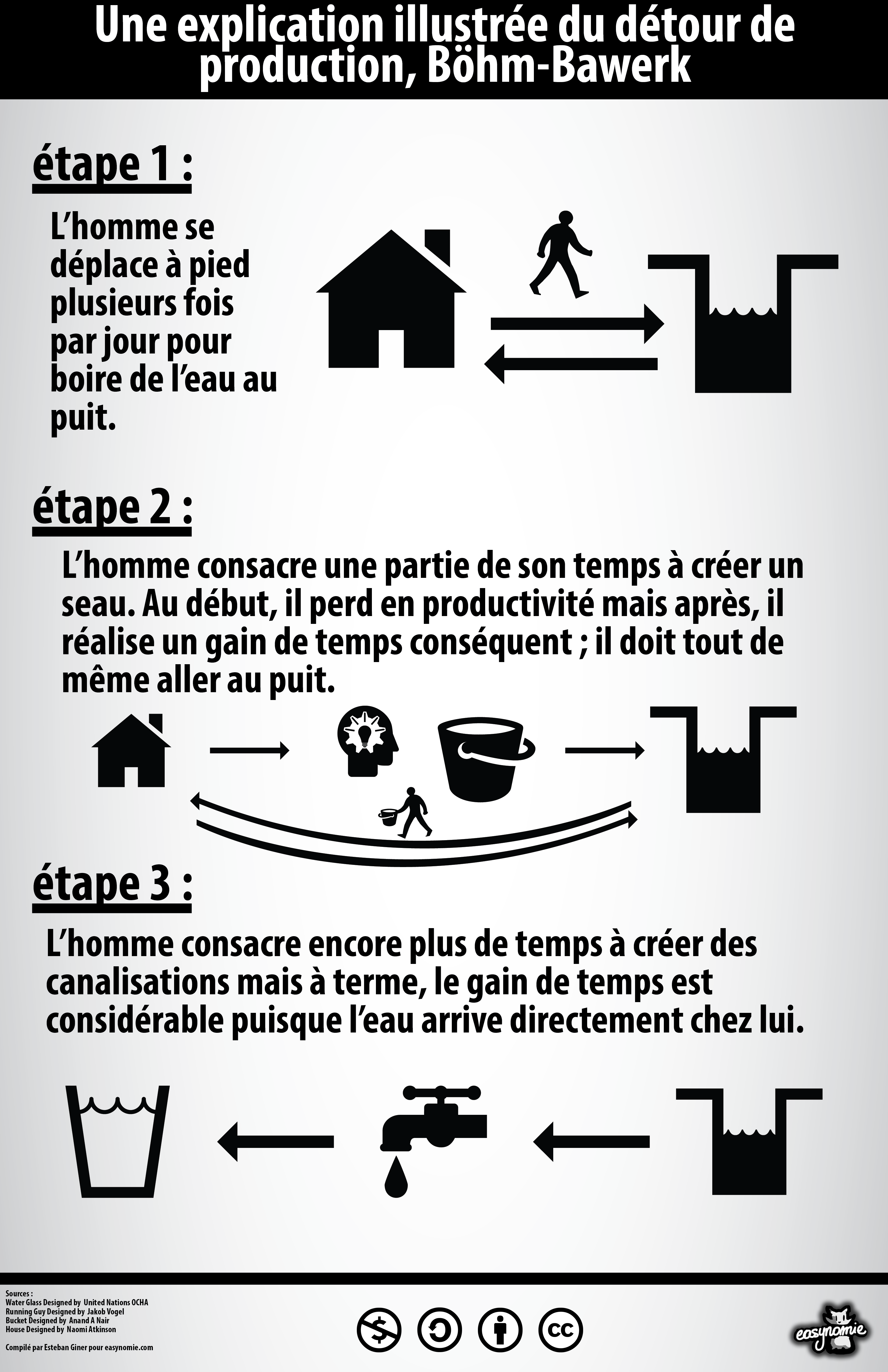
Une illustration commentée de l'exemple du détour de production selon Böhm-Bawerk

Le détour de production est un concept d'économie qui désigne la nécessité pour un producteur, paradoxale mais efficace, de faire un détour dans sa production pour être capable ultérieurement de produire plus, plus vite et mieux. Le détour de production conduit à réaliser un investissement, qui s'illustre par un allongement du processus de production (étapes).

## Concept
Selon l'économiste autrichien Eugen von Böhm-Bawerk le détour de production (ou détour productif) désigne l'idée selon laquelle le chemin de production le plus court est rarement le plus fécond.
Cette idée sera d'ailleurs reprise par Hayek dans Prix et production (1931), considérant que plus le détour s'allonge, plus il sera intense en capital.

## Justification du rôle de l'investissementet ducapital technique
Une mise de fonds préalable en argent ou en temps, que ce soit pour des machines ou de la formation, permet à terme de produire plus et mieux.
Le capital technique (ou capital productif ou capital fixe) est donc, selon Böhm-Bawerk, « l'ensemble des biens indirects ou intermédiaires qui, à travers des détours productifs féconds et moyennant une dépense de temps, ont la vertu de rendre plus productif le travail ».
Consécutivement l'investissement est le flux qui ajoute de nouveaux moyens, de nouveaux équipements au stock existant de capital technique ou capital productif.

## Investissement brut / Investissement net
On parle d'Investissement brut quand le flux d'investissement comprend l'investissement neuf et l'investissement de remplacement.
Le calcul de l'Investissement net s'obtient par différence entre : Capital technique de fin de période - Capital technique en début de période.

## Citation
Un campagnard a plusieurs possibilités de se procurer de l'eau jaillissante d'une source située à une certaine distance de son habitation :
- Ou bien il va lui-même chaque fois à la source pour boire au creux de sa main . c'est le moyen le plus direct et le plus immédiat. Mais il est incommode car il suppose à chaque fois un trajet. Et aussi insuffisant, car le procédé ne fournit qu'une faible quantité d'eau et ne permet pas de la conserver.
- Ou bien notre homme fabrique un seau dans lequel il porte en une seule fois une plus grande quantité d'eau, qui peut être conservée en vue de multiples usages. Mais pour arriver à ce résultat, il a fallu constituer un moyen "détourné" : se procurer une cognée, abattre un arbre dans la forêt pour se procurer du bois, tailler le bois et fabriquer un seau etc. Tout cela retarde objectivement la satisfaction. En revanche, dès que le dispositif prévu par le détour peut être activé, le "retour sur investissement" ( l'argent et/ou le temps que l'on a dépensés ) est concret et appréciable.